# Tierra Colorada tercera sección
Tierra Colorada 3.ª Sección es una localidad del municipio de Huimanguillo ubicado en la subregión de la Chontalpa del estado mexicano de Tabasco.

## Geografía
La localidad de Tierra Colorada 3.ª Sección se sitúa en las coordenadas geográficas 17°54′55″N 93°40′40″O / 17.915278, -93.677778, a una elevación de 6 metros sobre el nivel del mar.

## Demografía
Según el Conteo de Población y Vivienda 2020, efectuado por el Instituto Nacional de Estadística y Geografía, la localidad de Tierra Colorada 3.ª Sección tiene 225 habitantes, de los cuales 114 son del sexo masculino y 111 del sexo femenino. Su tasa de fecundidad es de 2.95 hijos por mujer y tiene 50 viviendas particulares habitadas.
| Gráfica de evolución demográfica de Tierra Colorada 3.ª Sección entre 1990 y 2020 |
|                                                                                   |
| INEGI.                                                                            |